# Розумний дім
Розумний дім (розумний будинок, smart home)— система об'єднаних пристроїв, здатних виконувати дії і вирішувати певні повсякденні завдання без участі людини. Зазвичай усі пристрої підключені до локальної мережі або Інтернету й централізовано керуються через спеціальний хаб, або сервер. Розумний будинок може мати один або кілька способів керування: за допомогою пульта, мобільного застосунку на телефоні або планшеті, голосових команд. Завдяки розумному дому всі системи в будівлі можуть працювати разом, виконуючи завдання відповідно до заданих сценаріїв або змін у навколишньому середовищі. Це підвищує комфорт, енергоефективність і безпеку житла. 

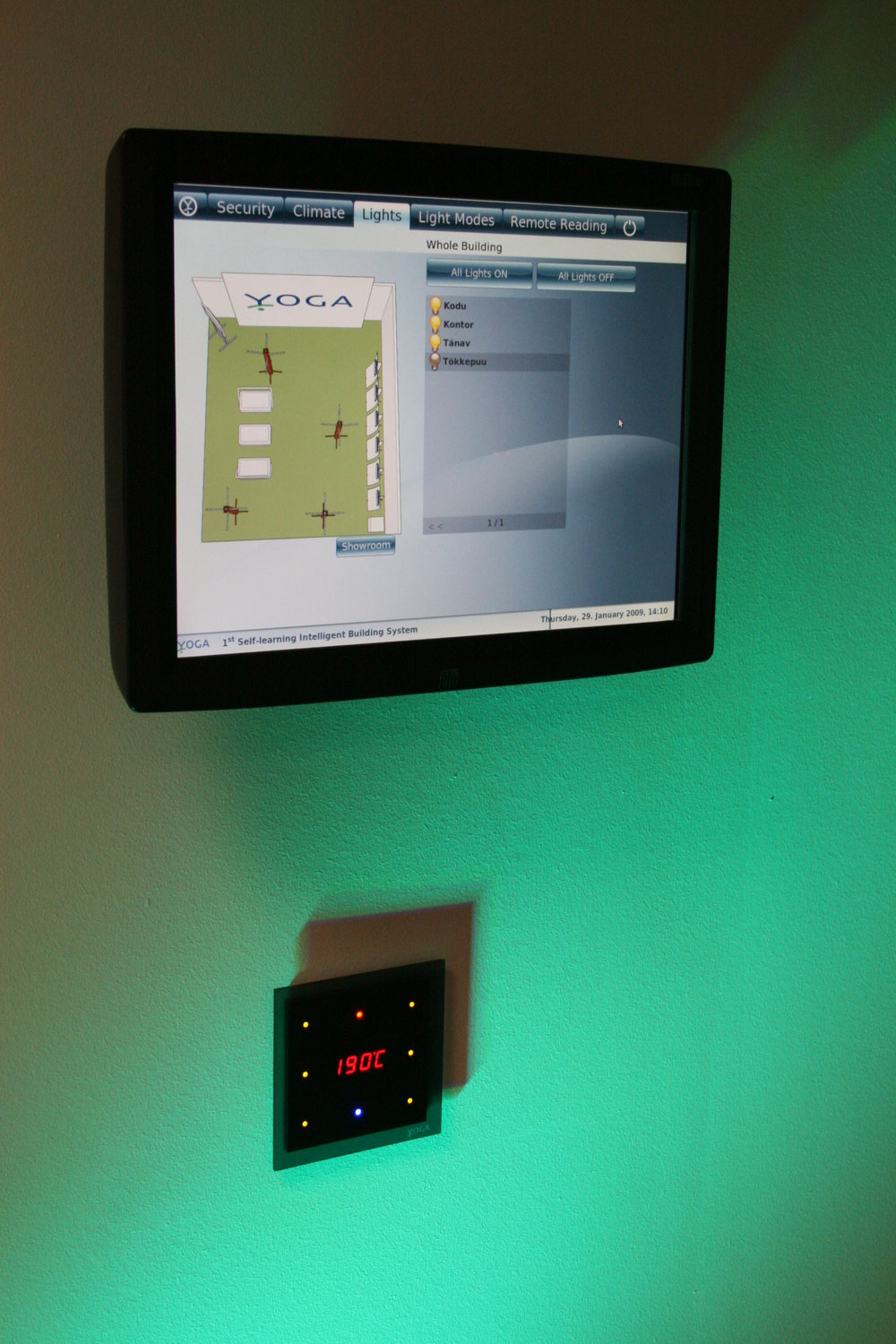
Мультимедійний дисплей для керування розумним будинком

Розумний будинок можна створити самостійно або скористатися послугами компаній, що займаються професійним проєктуванням. Вибір між дротовими та бездротовими рішеннями залежить від потреб користувача, бюджету та умов встановлення. Зазвичай встановлення дротового розумного будинку планується ще на етапі будівництва або капітального ремонту, адже всі необхідні кабелі прокладаються в стінах. Такі системи часто працюють через центральний контролер, наприклад, PLC, що забезпечує стабільне з’єднання та високу швидкість роботи. Водночас їх монтаж складніший і потребує професійного налаштування.
Бездротові системи не вимагають прокладання кабелів, тому їх можна встановити будь-коли, навіть у вже повністю готовому приміщенні. Вони використовують технології Wi-Fi, Zigbee, Z-Wave або Bluetooth для зв’язку між пристроями. Завдяки простоті встановлення та доступній ціні бездротові рішення набувають все більшої популярності. Багато з них можна налаштувати самостійно без спеціальних знань, що робить розумний дім доступним для широкого кола користувачів.

## Дротовий та бездротовий розумний будинок

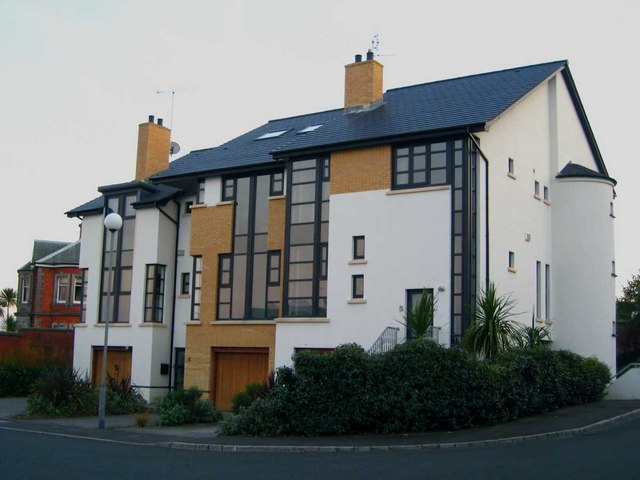
Приклад сучасної будівлі

Дротові системи з’явилися раніше й традиційно використовуються в складних проєктах, де потрібна стабільність і надійність. Вони працюють через кабельне з’єднання між пристроями та центральним контролером. Це означає, що для їх встановлення зазвичай потрібно прокладати проводку в стінах, що найзручніше робити ще на етапі будівництва чи капітального ремонту. Головною перевагою дротових рішень є їхня стабільність – зв’язок між пристроями не залежить від якості Wi-Fi чи інших бездротових технологій, а ризик перешкод або затримок мінімальний. Також вони не залежать від рівня заряду акумуляторів або батарей у пристроях, адже більшість таких систем живиться від електромережі. Однак це ж і є їхнім основним недоліком: встановлення складне, вимагає професійного монтажу та може бути дорогим. Крім того, змінити щось у вже готовій системі важко — для додавання нового пристрою часто доводиться заново прокладати кабелі. Поширеними та популярними протоколами дротових систем розумного будинку є RS-485, Modbus, RS-232, CAN, I2C, KNX, DALI та UART.  спеціальних спеціальних пристроїв: програмованого контролера або сервера автоматизації забезпечує централізоване управління всіма підключеними пристроями, такими як освітлення, клімат-контроль, безпека та інші системи. 
Дротовий розумний будинок може керуватись за допомогою програмованого контролера (Siemens, Schneider Electric, ABB, Rockwell тощо), KNX контролера, звичайного, або однопалатного ком'ютера на базі Windows, Linux, або спеціалізованих операційних систем (Home Assistant, openHAB, Domoticz, Node-Red тощо). Різноманітні розумні реле (Shelly, Sonoff, Tuya) та інші пристрої на основі мікроконтролерів STM, Atmega, ESP32 (Smart-ION, BoneIO), саморобні пристрої на в екосистемі Arduino, ESPHome, тощо. Спеціалізовані системи автоматизації (I3Engenirig, Loxone, Crestron, Grenton, Larnitech, Ajax тощо)
Бездротові системи, навпаки, значно гнучкіші. Вони використовують протоколи Wi-Fi, Bluetooth, Zigbee, Z-Wave, Thread, Matter чи інші технології для зв’язку між пристроями. Це робить їх ідеальним вибором для тих, хто хоче облаштувати розумний будинок без серйозного втручання в інтер’єр. Наприклад, можна просто купити розумні лампи, розетки чи датчики, підключити їх до домашнього Wi-Fi і одразу користуватися. Бездротові пристрої легко додавати, переставляти та налаштовувати, що особливо важливо для орендарів або тих, хто часто переїжджає. Проте є й мінуси: такі системи можуть страждати від перебоїв у зв’язку, особливо якщо в будинку багато бездротових пристроїв або роутер працює з перевантаженням. Також вони часто залежать від батарей або акумуляторів, які потрібно періодично змінювати або заряджати. 
Виробники розумного будинку створюють власні екосистеми та застосунки, які можуть працювати окремо або інтегруватися в Google Home, Amazon Alexa та Apple HomeKit. Tuya Smart і Smart Life підтримують бренди Moes, BlitzWolf, Nous, AUBES, SilverCrest, що працюють через Wi-Fi, Zigbee та Bluetooth Mesh. Xiaomi Mi Homeоб’єднує пристрої Mi, Aqara, Yeelight, Dreame, Mijia, Viomi. Sonoff eWeLink використовується для пристроїв Sonoff. IKEA Trådfri та Philips Hue пропонують розумне освітлення. TP-Link Tapo, Gosund і Merossзабезпечують доступні рішення для автоматизації будинку.

## Екосистеми розумного будинку
Google Home — це платформа для управління розумним будинком за допомогою голосових команд через Google Assistant. Вона дозволяє інтегрувати різноманітні пристрої від багатьох виробників, але має кілька обмежень. На жаль, Google Home не має офіційної підтримки в Україні, що створює проблеми для місцевих користувачів. Крім того, Google Assistant не підтримує українську мову, а застосунок Google Home недоступний через регіональні обмеження. Ці фактори обмежують доступ до функціоналу для українських користувачів, хоча система залишається популярною в інших країнах.
Amazon Alexa — це голосова платформа для управління розумними пристроями, яка підтримує безліч гаджетів від різних виробників. Alexa дозволяє створювати автоматизації для різних типів пристроїв і управляти ними голосом через Echo пристрої або застосунок. Оскільки Alexa також залежить від хмарних сервісів, для її роботи необхідне стабільне інтернет-з’єднання, хоча вона підтримує численні інтеграції і розширення через “навички” (Skills), що дозволяє налаштовувати систему під індивідуальні потреби.
Apple HomeKit — це екосистема розумного будинку від Apple, яка відзначається високим рівнем безпеки та конфіденційності. Вона забезпечує локальне управління пристроями без необхідності підключення до інтернету, використовуючи такі хаби, як HomePod або Apple TV. HomeKit підтримує тільки сертифіковані пристрої Apple, що обмежує вибір користувачів, але це забезпечує стабільність і зручність взаємодії. Система ідеально інтегрується з іншими продуктами Apple, що робить її хорошим вибором для тих, хто вже використовує техніку цієї компанії.
Samsung SmartThings — це платформа для розумного будинку, яка об’єднує пристрої різних виробників, підтримуючи різні протоколи, такі як Wi-Fi, Zigbee та Z-Wave. Вона дозволяє створювати автоматизації і керувати пристроями через один інтерфейс. SmartThings є універсальною платформою, що дає змогу користувачам інтегрувати побутову техніку Samsung з іншими пристроями в єдину екосистему. Її головна мета — об’єднати різні технології та пристрої в одну зручну систему для повсякденного використання.
Home Assistant — це потужна, відкрита платформа для автоматизації розумного будинку, яка дає користувачам повний контроль над своїми пристроями. Вона підтримує більше ніж 1000 інтеграцій, що дозволяє працювати з пристроями від різних виробників. Home Assistant орієнтований на локальну обробку даних, що забезпечує високу швидкість роботи та конфіденційність, оскільки не потребує хмарних сервісів. Платформа дозволяє створювати складні сценарії автоматизації та кастомізувати інтерфейс під власні потреби. Оскільки Home Assistant є відкритим програмним забезпеченням, він підходить для технічно підкованих користувачів, які хочуть мати повний контроль над своєю екосистемою.

## Основні функції розумного будинку
- Надійна та проста у користуванні система охорони та відеонагляду;
- Автоматична централізована корекція освітлення у залежності від часу доби та пересування людей по приміщенню (особливо важлива для тих, хто виховує дітей або доглядає за родичами похилого віку);
- Побутові турботи, які, зазвичай, лягають на плечі людини, у розумному будинку узгоджуються з усіма його системами та виконуються найлегшим і найефективнішим способом за допомогою сучасного обладнання. Це, наприклад, може бути полив саду або його накриття від сонця (грози) згідно із вимірами погодних умов; відчинення дверцят о певній годині для вигулу домашніх тварин, щоб уранці вони могли вийти на двір без залучення часу хазяїв і тд.;
- Контроль за протіканням води/газу;
- Орієнтир на енергозбереження. Інтелектуальний дім — це не енерговитратна система (автоматика на 500 м2 становить приблизно 60 Вт);
- Домашня автоматика будинку дозволяє покращити умови життя та спростити побутові задачі для користування інвалідів та людей похилого віку;
- Можливість керування інтелектом будинку та побутовими приладами через інтерфейс за допомогою телефонної лінії, мобільного зв'язку або Інтернет. Тобто, Ви можете робити якісь домашні справи через смартфон або веббраузер, ще не діставшись самого будинку;
- Усі функції виконуються за допомогою одного пульта-дисплея;

## Технології

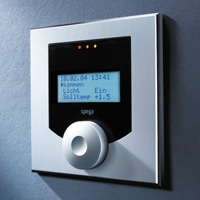
Пульт управління кімнатою.

Система розумного будинку включає три типи пристроїв:
- Контролер (хаб) — керуючий пристрій, що з'єднує всі елементи системи один з одним і зв'язує її з зовнішнім світом.
- Датчики (сенсори) — пристрої, які отримують інформацію про зовнішні умови.
- Актуатори — виконавчі пристрої, безпосередньо виконують команди. Це найчисленніша група, в яку входять розумні (автоматичні) вимикачі, розумні (автоматичні) розетки, розумні (автоматичні) клапани для труб, сирени, клімат-контролери і так далі.

У більшості сучасних розумних будинків контролер спілкується з іншими пристроями системи через радіосигнал. Найпоширеніші стандарти радіозв'язку для домашньої автоматизації — Z-Wave (частота залежить від країни, в Європі 868 МГц, в Росії 869 МГц) і ZigBee (868 МГц або 2,4 ГГц), Wi-Fi (2,4 ГГц), Bluetooth (2,4 ГГц). Майже всі вони використовують шифрування даних (AES-128), в Wi-Fi застосовується шифрування WPA, WPA2 або WEP. Для зв'язку із зовнішнім світом контролер, як правило, підключається до інтернету або використовує кілька каналів зв'язку.
Після початку використання систем глушіння сигналу, частина охоронних систем почали одночасно використовувати додаткові канали зв'язку: до ethernet додали GSM та wi-fi.

## Розважальні мультимедійні можливості
- Повноцінний домашній кінотеатр;
- Облаштування приміщень для ігор будь-якого виду;
- Розумні технології можна ефективно інтерпретувати в інтер'єр будинку, офісу, закладу тощо;
- Облаштування та функціонування приміщення згідно із вихованням дитини: її розвиток, безпека та розваги.

## Історія створення
Розумні будинки, як і більшість досягнень сучасної техніки, початково з'явилися на сторінках фантастичних оповідань. Але матеріалізовуватись ідея почала лише у ХХ-му сторіччі після широкого введення електрики у будівлях і розвитку інформаційних технологій. Перше повідомлення про віддалені прилади контролю можна віднести до розробки Ніколою Тесла дистанційного керування судами та транспортними засобами у 1898 році.
Електричні побутові прилади почали з'являтись у 1915—1920 роках і продемонстрували готовність суспільства замінити роботу домашнього персоналу дешевими механічними пристроями. Правда на той час, проблема енергозбереження при використанні нових технологій ще вирішена не була. Тому, певний час, новітні технологій були доступні лише дуже заможним людям.
Ідеї більш розвинені до понять сучасних систем автоматизації будинку були продемонстровані на ярмарках у Чикаго (1934) та Нью-Йорку. У «великому яблуці» трохи пізніше (1964—1965), представили плани електрифікованих та автоматизованих приміщень. У решті-решт перший серйозний аналог розумного дому з'явився у 1966 році. Це була експериментальна система домашньої автоматизації — «домашній комп'ютер Эхо IV». Його винахідник — Джим Сазерленд, інженер компанії Westinghouse Electric. Його технологія була приватним, некомерційним проектом. Перші «дротові будинки» були зведені американськими винахідниками-любителями у 1960-х, але вони були суттєво обмежені можливостями тогочасних технологій.
Уперше термін «розумний будинок» був вигаданий Американською Асоціацією Housebuilders у 1984 році. Із винаходом мікроконтролерів, вартість електроприладів швидко падала. Ця ж установа зазначила, що таке помешкання відмінне від звичайного своєю здатністю забезпечувати продуктивне та ефективне використання робочого та житлового середовища.

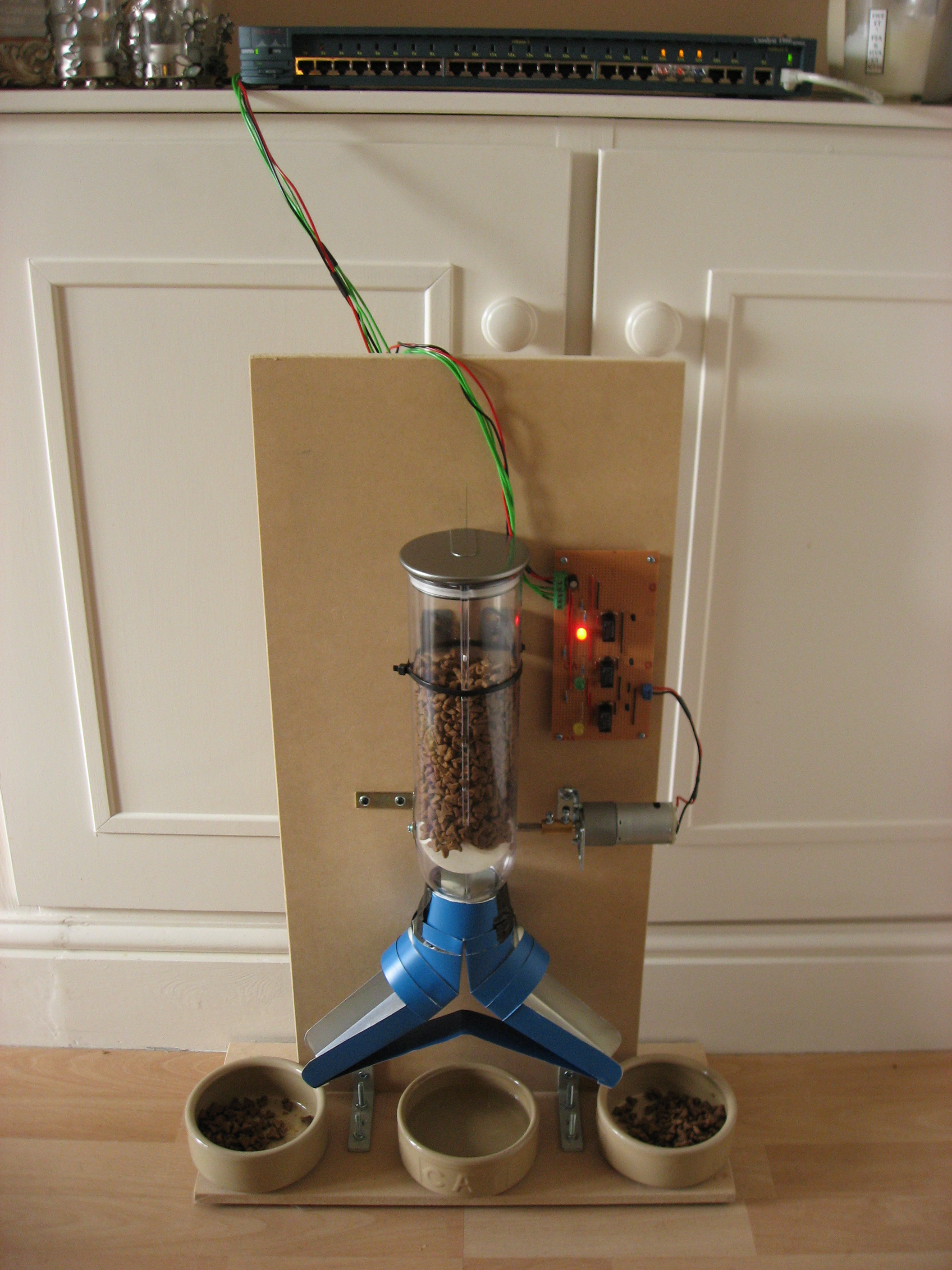
Годівниця для котів, що керується через інтернет

За цим, віддалені інтелектуальні технології керування були прийняті будівельною промисловістю, яка поступово почала вводити їх не лише у бізнес установах, але і у домашніх помешканнях. Під час активної домашньої автоматизації 90-х років інформатика та телевізійні системи були поєднані для підтримки інтелектуальних можливостей приміщень. У 1995 році винахідники технологій Java оголосили одним із основних призначень даної технології — «збільшення інтелекту побутових приладів».
Сьогодні технології дозволяють збирати домашню автоматику покомпонентно: обирати лише ті функції розумного будинку, які дійсно потрібні користувачу. Тепер новітні технології керування приміщенням з'являються щодня. Навіть речі, котрі раніше розглядалися лише як красиві предмети інтер'єру тепер можуть виконувати ряд мультимедійних або побутових функцій.
До 2012 року в США, за даними ABI Research, було встановлено 1,5 мільйона систем домашньої автоматизації. Згідно з дослідницькою фірмою Statista, до кінця 2018 року в будинках США буде встановлено понад 45 мільйонів пристроїв для розумного дому.

## Приклади
Система «розумний дім» допомагає більш результативно використовувати комерційні пересування, автоматизувати певні побутові процеси, урізноманітнити дозвілля. Попри те, що smart-home — дорога технологія, яка вимагає планування із самого початку зведення будинку та якісного устаткування, існують альтернативні рішення. Найпростіший за проектом дім можна доповнити певним прогресивним обладнанням, яке розширить функціональні можливості житлової площі та усучаснить пересування.
Наприклад вже тепер, за допомогою технологій інтелектуального будинку, піч може повідомити хазяїв, коли вона потребує чистки. А коли холодильнику стане необхідний техогляд, він «скаже» про це. Сигналізація може одночасно подзвонити на номери служби безпеки та хазяїна будинку, якщо у домі з'явився незваний гість. За допомогою налаштувань мульти-рум, будинок може визначити, хто із членів родини пересувається по помешканню, і включити таке освітлення (температуру/музику тощо), яке влаштовує саме цю людину. Або наприклад «розумний замок» використовує з'єднання Bluetooth, щоб зафіксувати, коли людина та її смартфон залишаєте приміщення. Користувач може надати право доступу друзям та членам сім'ї за допомогою спеціально згенерованого ключа. Кожного разу, коли хто-небудь відкриває двері, власник буде отримувати повідомлення на телефон.
Більш складні системи можуть вести облік продукції у комерційних закладах, облік її використання через зчитування штрих-кодів або RFID-тег. А у домашньому використанні: готувати список покупок.
Сучасні мобільні пристрої, забезпечені акселерометрами, мікрофонами, камерами, всілякими датчиками, які можуть забезпечити потік даних, що однозначно і чітко описує все, що відбувається в навколишньому середовищі. І залишається тільки розробити досить складні і потужні універсальні програмні алгоритми, які здатні інтерпретувати цей потік даних, зробити висновки, прийняти відповідні рішення і виконати необхідні дії.

### Керування освітленням
- Розумні вимикачі і диммери
- Модулі управління шторами, жалюзі та ролетами
- RGB- і RGBW-контролери для управління світлодіодними світильниками, перш за все світлодіодними стрічками
- Датчики руху і присутності
- датчики освітленості

Такі пристрої дозволяють автоматизувати управління світлом і найчастіше використовуються, щоб:
- автоматично включати світло, коли люди входять в приміщення, і вимикати, коли виходять
- автоматично підтримувати освітленість на постійному рівні, регулюючи яскравість світильників і положення жалюзі або штор
- автоматично регулювати освітленість в залежності від сезону і часу доби або по іншим заздалегідь заданими правилами

## В Україні
У грудні 2017 року було заявлено про встановлення першої створеної в Україні системи CLAP «розумний дім» у Києві у 2018—2019 роках. Планувалось встановити її у 20 тис. квартир.
З 2011 року компанія Ajax Systems виробляє в Україні й продає до майже 100 країн бездротові системи безпеки та керування розумним домом.

## Розвиток технології
Значним потенціалом володіє інтеграція з системами розумного будинку фінтех-проєктів. Прогнозується, що у найближчому майбутньому платіжними функціями будуть оснащені смарт-колонки, які найчастіше є центром управління розумним будинком. Така колонка, отримуючи дані з лічильників, зможе самостійно оплачувати комунальні послуги. Або інший приклад: колонка отримала дані з кондиціонера про те, що у нього забилися фільтри, самостійно викличе фахівця, який ці фільтри і замінить, і оплатить його роботу.